# Zbigniew Skowroński
Zbigniew Skowroński est un acteur de théâtre, de cinéma et de télévision polonais, né le 15 août 1909 (ou le 25 ?) à Skarżysko-Kamienna et mort le 1er mars 1985 à Varsovie.

## Filmographie sélective

### Au cinéma
- 1946 : Chansons interdites
- 1947 : La Dernière Étape
- 1948 : Cœur d'acier
- 1948 : Ślepy tor - Antek
- 1949 : La Maison solitaire
- 1949 : Le Défilé du diable
- 1951 : Załoga - Jan Michalski, commandant du Dar Pomorza
- 1951 : La Jeunesse de Chopin
- 1953 : Żołnierz zwycięstwa
- 1953 : Sprawa do załatwienia
- 1953 : Cellulose
- 1954 : Sous l'étoile phrygienne
- 1954 : Autobus odjeżdża 6.20 - Froncek
- 1956 : Zemsta
- 1956 : L'Ombre
- 1957 : Eva veut dormir
- 1957 : Król Maciuś I - Bum-drum
- 1958 : Deux du grand fleuve
- 1958 : Cendres et Diamant  - Słomka, directeur de l'hotel Monopol
- 1960 : Les Chevaliers teutoniques - Tolima
- 1961 : Świadectwo urodzenia
- 1966 : Lénine en Pologne
- 1966 : Lekarstwo na miłość
- 1966 : Piekło i Niebo
- 1972 : Poszukiwany, poszukiwana
- 1975 : Mała sprawa
- 1978 : Wśród nocnej ciszy
- 1980 : Le Contrat

### À la télévision
- 1964 : Barbara i Jan (série télévisée)
- 1965 : Podziemny front (série télévisée) - barman
- 1969 : Do przerwy 0:1 (série télévisée) - Bieniek
- 1973 : Stawiam na Tolka Banana (série télévisée) - Feluś
- 1974-1977 : Czterdziestolatek (série télévisée)
- 1976 : Szaleństwo Majki Skowron (série télévisée)